# Venezillo canariensis
Venezillo canariensis là một loài chân đều trong họ Armadillidae. Loài này được Dollfus miêu tả khoa học năm 1893.